# Liste der Kulturdenkmale in Sersheim
In der Liste der Kulturdenkmale in Sersheim sind die Kulturdenkmale der baden-württembergischen Gemeinde Sersheim dargestellt.
| Bild           | Bezeichnung                                           | Lage                                | Datierung                                             | Beschreibung | ID |
| -------------- | ----------------------------------------------------- | ----------------------------------- | ----------------------------------------------------- | --- | -- |
|                | Mauer mit Stützpfeiler                                | Backgasse 3                         | 18. Jahrhundert                                       | Geschützt nach § 2 DSchG |    |
|                | Gewölbekeller mit Kellerhals und Rundbogentor         | Backgasse 5                         | bez. 1566                                             | Geschützt nach § 2 DSchG |    |
|                | Ehem. Adelssitz                                       | Backgasse 7                         | 16. Jahrhundert                                       | Kern 16. Jahrhundert, Reste der Hofmauer mit Fußgängerpforte, Haustürumrahmung mit Schulterbogen und Stabwerk, bez. 1619 Geschützt nach § 2 DSchG |    |
|                | Gefallenendenkmal                                     | Friedhofstraße                      |                                                       | Gefallenendenkmal (1914–18) an der Friedhofsmauer Geschützt nach § 2 DSchG                                                                        |    |
|                | Gasthof zum Adler                                     | Großsachsenheimer Straße 1          | 17./18. Jahrhundert                                   | Fachwerkhaus mit Fachwerkscheuer und kleineren Nebengebäuden Geschützt nach § 2 DSchG                                                             |    |
|                | Zehntscheune                                          | Großsachsenheimer Straße 2          | 1722                                                  | |    |
|                | Rundbogenportal                                       | Großsachsenheimer Straße 13         | bez. 1722                                             | Rundbogenportal mit Wappen und Keilstein, bez. 1722, am Mühlengebäude Geschützt nach § 2 DSchG                                                    |    |
| Weitere Bilder | Fessler-Mühle                                         | Großsachsenheimer Straße 38 (Karte) | 16./17. Jahrhundert, 1705                             | Untere bzw. Fessler-Mühle, 16./17. Jahrhundert mit neueren Anbauten, Inschrifttafel bez. 1705 Geschützt nach § 2 DSchG                            |    |
|                | Rundbogeneingang                                      | Kirchgasse 2a                       | bez. 1606                                             | Rundbogeneingang, bez. 1606, an Fachwerkscheune Geschützt nach § 2 DSchG                                                                          |    |
|                | Fachwerk-Wohnhaus                                     | Kirchgasse 4                        | 17. Jahrhundert                                       | Geschützt nach § 2 DSchG |    |
|                | Unterstellhütte                                       | Oberriexinger Straße                | 19. Jahrhundert                                       | Geschützt nach § 2 DSchG |    |
|                | Pfarrhaus                                             | Schlossstraße 1                     | 1827                                                  | Pfarrhaus in Ecklage Geschützt nach § 2 DSchG |    |
|                | Keilstein                                             | Schlossstraße 2                     | 18. Jahrhundert                                       | Keilstein mit Handwerkerzeichen am Wohnhaus Geschützt nach § 2 DSchG                                                                              |    |
| Weitere Bilder | Johanneskirche (Ev. Pfarrkirche)                      | Schlossstraße 3 (Karte)             | 13. Jahrhundert, Schiff 17./18. Jahrhundert verändert | Geschützt nach § 28 DSchG |    |
|                | Fachwerk-Wohnhaus                                     | Schlossstraße 8                     | 17. Jahrhundert                                       | Geschützt nach § 2 DSchG |    |
|                | Türsturz                                              | Schlossstraße 15                    | bez. 1843                                             | Türsturz an Wohnhaus Geschützt nach § 2 DSchG |    |
|                | Fachwerk-Wohnhaus mit ehemaliger Schmiede             | Schlossstraße 17                    | ca. 1910                                              | Geschützt nach § 2 DSchG |    |
|                | Reste des Schlosses, Nebengebäude und Bruchsteinmauer | Schlossstraße 23                    |                                                       | Geschützt nach § 2 DSchG |    |
|                | Fachwerk-Wohnhaus                                     | Schmiedgasse 2                      | 18. Jahrhundert                                       | |    |
|                | Kelleranlage                                          | Sedanstraße 3                       |                                                       | Geschützt nach § 2 DSchG |    |
|                | Rundbogen Kellereingang                               | Vaihinger Straße 9                  | bez. 1686                                             | Rundbogen Kellereingang an Wohnhaus Geschützt nach § 2 DSchG                                                                                      |    |
|                | Ehemaliges Schulhaus                                  | Vaihinger Straße 14                 | bez. 1887                                             | Geschützt nach § 2 DSchG |    |